# Сурско-Михайловка
Су́рско-Миха́йловка (укр. Сурсько-Михайлівка) — село,
Сурско-Михайловский сельский совет,
Солонянский район,
Днепропетровская область,
Украина.
Код КОАТУУ — 1225087301. Население по переписи 2001 года составляло 2552 человека.
Является административным центром Сурско-Михайловского сельского совета, в который, кроме того, входят сёла
Ленинское и
Новотарасовка.

## Географическое положение
Село Сурско-Михайловка находится на левом берегу реки Сухая Сура, которая через 1,5 км впадает в реку Мокрая Сура,
выше по течению на расстоянии в 1 км расположено село Николаевка (Днепровский район).
Река в этом месте извилистая, образует лиманы, старицы и заболоченные озёра.
Через село проходит автомобильная дорога Т-0417.
Рядом проходит железная дорога, станция Платформа 242 км.

## История
- 1784 год (по другим данным 1774 год) — дата основания как село Михайловка.

## Экономика
- ООО «Солонянский завод Агрополимердеталь».
- ООО «Колос».
- ООО «Днепроагропром».
- ЧАО «Комбикорм».

## Объекты социальной сферы
- Школа.
- Детский сад.
- Больница.
- Дом культуры.
- Историко-краеведческий музей.

## Известные люди
- Гаркуша, Николай Васильевич (1915—1994) — участник Великой Отечественной войны 1941—1945 гг., полный кавалер ордена Славы.

## Достопримечательности
- Братская могила советских воинов.